# Sailor Moon: La Luna Splende
SailorMoon: La Luna Splende é um jogo eletrônico baseado na franquia  anime/mangá Sailor Moon, lançado no primeiro semestre de 2011 para o console portátil Nintendo DS para o mercado europeu.